# Georg z Pfronten-Kreuzeggu
Georg z Pfronten-Kreuzeggu či Georg z Augsburgu (světským jménem: Andreas Erhardt; 25. listopadu 1696, Pfronten – 7. října 1762, Frascati) byl německý řeholník Řádu menších bratří kapucínů.

## Život
Narodil se 25. listopadu 1696 v Pfronten-Kreuzeggu. Procházel z rodiny bohatých statkářů.
Roku 1712 mu zemřel otec a jeho matka Anna se znovu provdala za Romana Fischera. V 17 letech byl Andrea poslán do učení k pekaři v Immenstadtu, kde se dostal do kontaktu s kapucínami.
Roku 1717 odešel do Říma, kde se nacházelo mnoho německých pekařů. Ve 28 letech se rozhodl vstoupit ke kapucínům a přijal řeholní jméno Georg. Žil v různých klášterech poblíž Říma jako bratr laik. Vykonával např. službu kuchaře či dělníka. Roku 1725 složil své věčné sliby.
Choval velkou empatii k nemocným a umírajícím. Aktivně pomáhal chudým lidem, zejména dětem. Podle vyprávění bylo na jeho přímluvu uzdraveno několik lidí a měl dar bilokace.
Zemřel 7. října 1762 ve Frascati. Pohřben byl v kapucínské kryptě a roku 1922 bylo tělo přeneseno do kapucínského kostela svatého Antonína v Kemptenu.

## Proces svatořečení
Proces byl zahájen 7. března 1781 v diecézi Řím a diecézi Augsburg.